# Данильченко Іван Єпіфанович
Іван Єпіфанович Данильченко (нар. 1905, містечко Білопілля Харківської губернії, тепер місто Білопільського району Сумської області — ?) — український радянський діяч, 1-й секретар Чернівецького райкому КП(б)У Вінницької області. Депутат Верховної Ради УРСР 2—3-го скликань.

## Життєпис
Народився у родині робітника. Після закінчення початкової школи працював на Білопільському шкіряному заводі. З 1927 року — робітник на станції Льгов Московсько-Києво-Воронезької залізниці.
У 1927—1929 роках — у Червоній армії.
Член ВКП(б) з 1929 року.
У 1931—1936 роках — заступник завідувача Козятинського пункту «Заготзерно» на Вінниччині; голова колгоспу, секретар первинної партійної організації у Вінницькій області.
У 1937 році закінчив Вінницький комуністичний університет (комвуз).
У 1937—1941 роках — інструктор сільськогосподарського відділу Вінницького обласного комітету КП(б)У; секретар Калинівського районного комітету КП(б)У Вінницької області. 
З червня 1941 року — в Червоній армії на політичній роботі, учасник німецько-радянської війни. Служив із грудня 1941 року заступником командира із політичної частини 54-го інженерно-саперного батальйону 61-ї окремої інженерно-саперної бригади 5-ї Ударної армії Південного фронту, потім — заступником командира із політичної частини 69-го окремого штурмового інженерно-саперного батальйону 14-ї штурмової інженерно-саперної бригади 5-ї гвардійської армії Воронезького, Степового, 2-го та 1-го Українських фронтів.
З 1945 року до початку 1950-х років — 1-й секретар Чернівецького районного комітету КП(б)У Вінницької області.

## Звання
- капітан
- майор

## Нагороди
- орден Трудового Червоного Прапора (23.01.1948)
- орден Червоної Зірки (25.10.1943)
- орден Вітчизняної війни 2-го ст. (7.07.1944)
- медаль «За бойові заслуги» (13.04.1943)
- медаль «За оборону Сталінграда»
- медалі